# David Threlfall
David Threlfall (Burnage, 12 ottobre 1953) è un attore britannico.

## Biografia
Principalmente noto al grande pubblico per la trentennale attività televisiva, in particolare per l'interpretazione di Frank Gallagher nella serie televisiva Shameless (2004-2013), di cui ha anche diretto alcuni episodi. La sua attività di attore si sviluppa tuttavia soprattutto a teatro: nel 1983 è stato candidato al Tony Award al miglior attore non protagonista in uno spettacolo e agli Emmy per il ruolo di Smike in The Life and Adventures of Nicholas Nickleby. Nello stesso anno si fa notare in Re Lear, importante trasposizione televisiva della BBC, in cui Threlfall interpreta il ruolo di Edgar, in un cast che annovera Laurence Olivier alla sua ultima interpretazione in un'opera skakesperiana.

## Vita privata
Dal 1995 è sposato con l'attrice Brana Bajic, da cui ha avuto due figli.

## Filmografia

### Cinema
- Quando vennero le balene (When the Whales Came), regia di Clive Reese (1989)
- La casa Russia (The Russia House), regia di Phillip Noyce (1990)
- Giochi di potere (Patriot Games), regia di Phillip Noyce (1992)
- The Summer House, regia di Waris Hussein (1993)
- Chunky Monkey, regia di Greg Cruttwell (2001)
- Master & Commander - Sfida ai confini del mare (Master and Commander: The Far Side of the World), regia di Peter Weir (2003)
- Alien Autopsy, regia di Jonny Campbell (2006)
- Symbiosis - Uniti per la morte (Like Minds), regia di Gregory J. Read (2006)
- Hot Fuzz, regia di Edgar Wright (2007)
- Elizabeth: The Golden Age, regia di Shekhar Kapur (2007)
- Nowhere Boy, regia di Sam Taylor-Johnson (2009)
- Black Sea, regia di Kevin Macdonald (2014)
- The Gospel of Matthew, regia di David Batty (2016)

### Televisione
- The Life and Adventures of Nicholas Nickleby, regia di Jim Goddard – miniserie TV (1982)
- Re Lear (King Lear), regia di Michael Elliott – film TV (1983)
- Red Monarch, regia di Jack Gold – film TV (1983)
- Paradise Postponed – serie TV, 11 episodi (1986)
- The Marksman, regia di Tom Clegg – miniserie TV (1987)
- Wiesenthal (Murderers Among Us: The Simon Wiesenthal Story), regia di Brian Gibson – film TV (1989)
- Jumping the Queue, regia di Claude Whatham – film TV (1989)
- Screenplay – serie TV, 1 episodio (1989)
- Nightingales – serie TV, 13 episodi (1990-1993)
- Titmuss Regained, regia di Martyn Friend – miniserie TV (1991)
- Un delitto di classe (A Murder of Quality), regia di Gavin Millar – film TV (1991)
- La vera storia di Lady D (Diana: Her True Story), regia di Kevin Connor – miniserie TV (1993)
- Insieme per Gemma (Fighting for Gemma), regia di Julian Jarrold – film TV (1993)
- Men of the World – serie TV, 12 episodi (1994-1995)
- Maria, madre di Gesù (Mary, Mother of Jesus), regia di Kevin Connor – film TV (1999)
- In the Beginning - In principio era (In the Beginning), regia di Kevin Connor – miniserie TV (2000)
- Blind Men – film TV (2001)
- Conspiracy - Soluzione finale (Conspiracy), regia di Frank Pierson – film TV (2001)
- The Last Detective – serie TV, 1 episodio (2004)
- Cutting It – serie TV, 1 episodio (2004)
- Shameless – serie TV, 138 episodi (2004-2013)
- Spooks – serie TV, 1 episodio (2005)
- The Queen's Sister, regia di Simon Cellan Jones – film TV (2005)
- The Romantics, regia di Sam Hobkinson – miniserie TV (2006)
- Afterlife - Oltre la vita (Afterlife) – serie TV, 1 episodio (2006)
- Roma - Nascita e caduta di un impero (Ancient Rome: The Rise and Fall of an Empire) – serie TV, 1 episodio (2006)
- Housewife, 49, regia di Gavin Millar – film TV (2006)
- The Whistleblowers – serie TV, 1 episodio (2007)
- What Remains – miniserie TV, 4 episodi (2013)
- Ripper Street – serie TV, 6 episodi (2016)
- Troy - La caduta di Troia (Troy - Fall of a City) – miniserie TV (2018)
- Funny Woman - Una reginetta in TV (Funny Woman) – serie TV, 10 episodi (2023-2024)

## Doppiatori italiani
Nelle versioni in italiano delle opere in cui ha recitato, David Threlfall è stato doppiato da:
- Claudio Capone in La vera storia di Lady D, Maria, madre di Gesù
- Luca Biagini in Nowhere Boy, Funny Woman - Una reginetta in TV
- Cesare Barbetti in Giochi di potere
- Domenico Maugeri in Master & Commander - Sfida ai confini del mare
- Luca Lionello in Alien Autopsy
- Saverio Moriones in Symbiosis - Uniti per la morte
- Loris Loddi in Hot Fuzz
- Dante Biagioni in Elizabeth: The Golden Age
- Franco Zucca in Black Sea
- Sergio Di Stefano in Wiesenthal
- Michele Kalamera in Conspiracy - Soluzione finale
- Pasquale Anselmo in Shameless
- Carlo Valli in Troy - La caduta di Troia